# Stade Thelbert Carti
Stade Thelbert Carti – wielofunkcyjny stadion w Quartier-d’Orléans w Saint-Martin. Jest obecnie używany głównie do meczów piłki nożnej. Stadion mieści 2500 osób. Ma nawierzchnię trawiastą. Mieści się przy Rue de Coralita. Obiekt znajduje się po francuskiej stronie wyspy.